# 2004 VE131
2004 VE131, também escrito como 2004 VE131, é um objeto transnetuniano que está localizado no Cinturão de Kuiper, uma região do Sistema Solar. Este corpo celeste está em uma ressonância orbital de 3:5 com o planeta Netuno. Ele possui uma magnitude absoluta de 7,6 e tem um diâmetro estimado com 133 km.

## Descoberta
2004 VE131 foi descoberto no dia 9 de novembro de 2004 pelo Canada-France Ecliptic Plane Survey.

## Órbita
A órbita de 2004 VE131 tem uma excentricidade de 0,259 e possui um semieixo maior de 42,277 UA. O seu periélio leva o mesmo a uma distância de 31,319 UA em relação ao Sol e seu afélio a 53,235 UA.